# Þórður Ingason
Þórður Ingason (ur. 30 marca 1988) – islandzki piłkarz występujący na pozycji bramkarza, od 2019 roku zawodnik klubu Víkingur.

## Kariera klubowa
Þórður zaczynał w 2004 roku jako piłkarz Fjölnir. W 2006 roku został wypożyczony na krótki okres do drużyny rezerw Evertonu. Jednak szybko wrócił do swojego klubu i grał w nim do stycznia 2010 roku, kiedy to podpisał kontrakt z drużyną Reykjavíkur.

## Kariera reprezentacyjna
Þórður grał w reprezentacjach Islandii do 17, 19 i 21. W seniorskiej reprezentacji Islandii jeszcze nie zadebiutował, ale raz został do niej powołany na mecz przeciwko Wyspom Owczym.